# ليمون حلو
اللَّيْمُونُ الحُلْو (الاسم العلمي: Citrus × limetta)، يعتبر أحيانا ضربًا مستنبتًا من الليمون الحامض (الاسم العلمي: Citrus × limon)، هو نوع ينتمي لجنس الليمون. وهي صغيرة ومستديرة الشكل مثل الليم الشائع. هو هجين بين الأترج (Citrus medica) والنارنج (Citrus × aurantium).
موطنه الأصلي المناطق الجنوبية من إيران، ويزرع أيضًا في حوض البحر الأبيض المتوسط. وهي فاكهة مختلفة عن الليمون الحلو الفلسطيني وعن الليم الحامض المألوف مثل الليمون البلدي والليم الفارسي. ومع ذلك، كشف التحليل الجينومي أنه يشبه إلى حد كبير ما يسمى خبز العَرْصَة [الإنجليزية]
، ومن المحتمل أن يمثل الاثنان نسل هجائن متميزة من نفس آباء الحمضيات.
الضروب المستنبتة منشأها لجنوب آسيا هو موزمبيق، وجُلِبَتْ إلى جنوب آسيا عن طريق البرتغاليين.

## الوصف

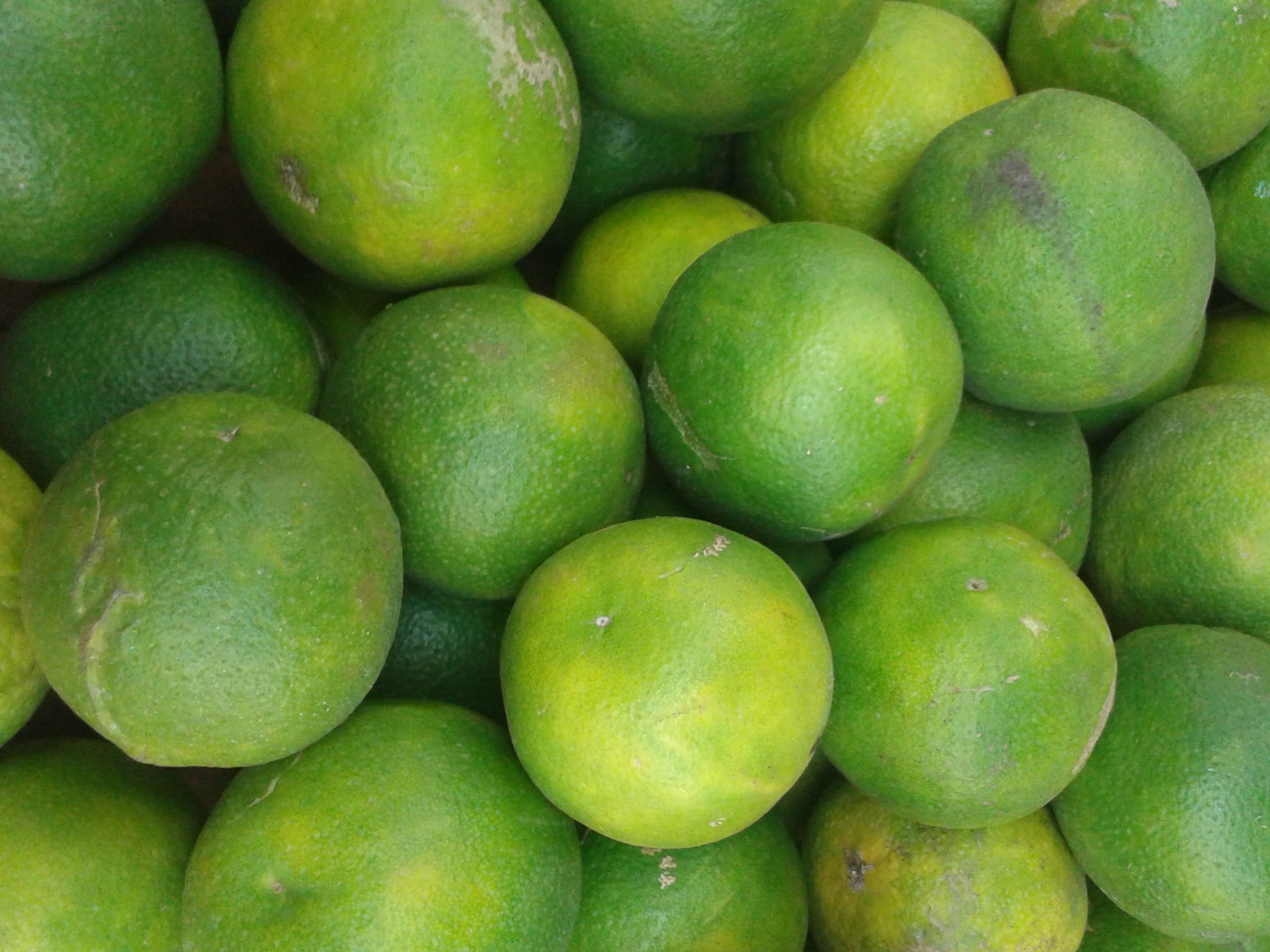
صنف موسامبي في إحدى أسواق سيثامادهارا.

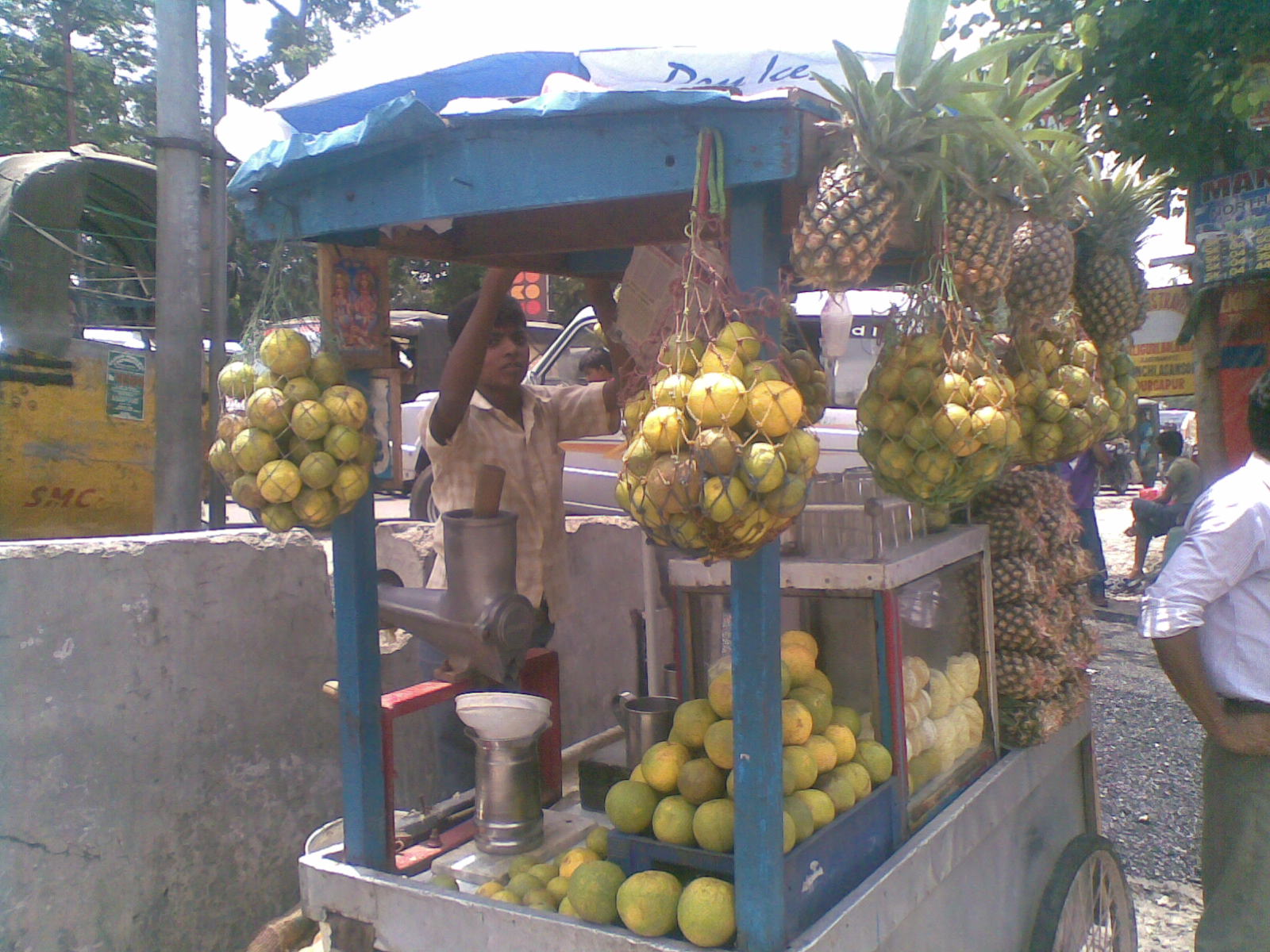
عصير الليمون الحلو هو مشروب حمضيات مشهور في الهند

الليمون الحلو هي شجرة صغيرة يصل طولها إلى 8 م في الارتفاع، تمتلك فروع غير منتظمة واللحاء ناعم نسبيا ورمادي اللون. ولها أشواك عديدة تراوح طولها بين 15 و75 سم. أعناق الأوراق ضيقة ولكن مجنحة بشكل واضح، وتراوح طولها بين 8 و29 مم. الأوراق مركبة، مع وريقات مستدقة الأطراف تراوح طولها بين 50 و170 مم تراوح عرضها بين 28 و89 مم. الزهور بيضاء، تراوح عرضها بين 20 و30 مم. الثمار بيضاوية الشكل وخضراء، تنضج إلى اللون الأصفر، ذات اللب الأخضر. لب القشرة أبيض وسمكه 5 مم. على الرغم من اسم الليمون الحلو، فإن الفاكهة تشبه في المظهر البرتقال المخضر.
ينمو الليمون الحلو في المناخات الاستوائية وشبه الاستوائية. يبدأ إنتاج الفاكهة في عمر 5 إلى 7 سنوات، ويصل إلى ذروة الإنتاج في عمر 10 إلى 20 عامًا. يُنْشَر عن طريق البذور.

## الطعم

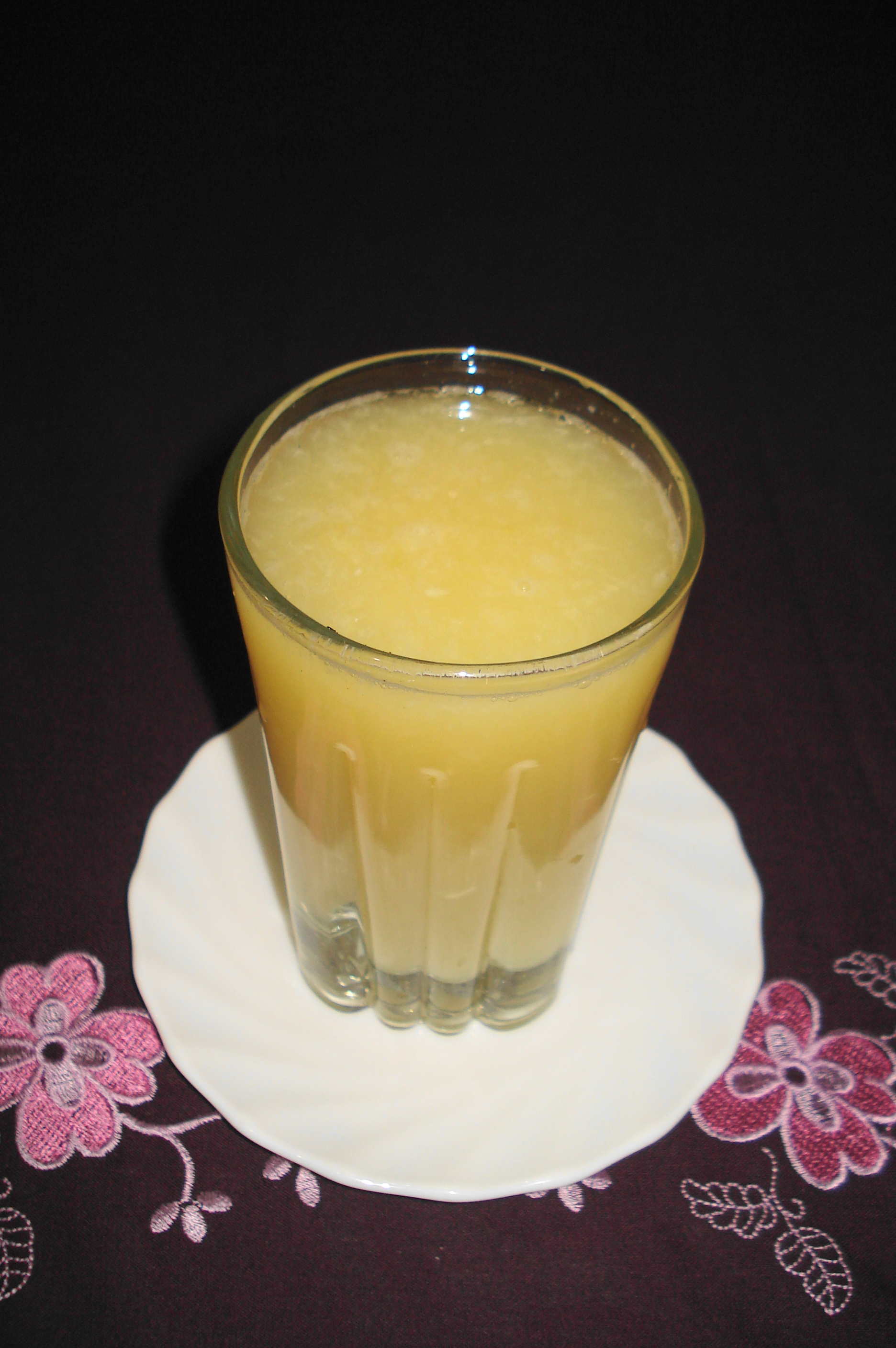
عصير الليمون الحلو الطازج كما يقدم في شبه القارة الهندية

كما يوحي اسم الليمون الحلو، فإن الطعم حلو وخفيف، ولكنها تحتفظ بجوهر الليم. يتغير طعم الليمون الحلو بسرعة عند ملامسته للهواء، ويصبح مرًا خلال دقائق قليلة. ولكن إذا شُرِبَ بعد وقت قصير من عصره، يكون الطعم حلوًا. الطعم أقل لذوعة مقارنة بمعظم الحمضيات بسبب غياب الحموضة. يمكن مقارنتها بالليماد والليمون الهندي.

## الاستخدامات
يُقدَّم الليمون الحلو عصيرًا. إنه عصير الحمضيات الأكثر شيوعًا في شبه القارة الهندية. يُباع العصير عادة في أكشاك الطرق المتنقلة.
مثل معظم الحمضيات، فإن الفاكهة غنية بفيتامين سي، مما يوفر 50 ملغ لكل 100 غ ومضادات الأكسدة. في إيران يحظى بشعبية كبيرة بصفته علاجًا منزليًّا لعلاج الإنفلونزا والزكام.
تُستخدم الشجرة لأغراض الزينة وكذلك للطعوم الجذرية.